# Louis Abel Beffroy de Reigny

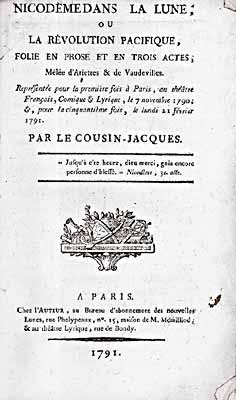
Nicodème dans la lune.
Cette comédie à grand succès du Cousin Jacques fut représentée plus de 400 fois pendant la Terreur.

Louis Abel Beffroy de Reigny, dit « le Cousin Jacques », né le 6 novembre 1757 à Laon et mort le 17 décembre 1811 à Charenton-le-Pont, est un journaliste, dramaturge et poète comique français, surnommé par ses contemporains « le poète comique de la Révolution ».

## Sa vie et son œuvre
Il fait ses études au collège Louis-le-Grand de Paris, où il a pour condisciples Robespierre et Camille Desmoulins. D'abord professeur dans plusieurs villes de province, il se marie en 1780 et abandonne l'enseignement pour se consacrer au journalisme, à la poésie burlesque et au théâtre.
Entre 1785 et 1791, il fait paraître un journal mensuel, appelé tour à tour Les Lunes du Cousin Jacques, Le Courrier des planètes et Les Nouvelles Lunes du Cousin Jacques, avec l'aide de sa sœur, Marie Catherine Abel Beffroy baronne de Cuzey. Les lecteurs, qui peuvent s'y abonner en échange d'un don en nature, par exemple une culotte de velours, y trouvent des récits, des satires, des chansons, des poèmes, des saynètes, des billets d’humeur et des articles de critique. L'allégorie lunaire permet à l'auteur de situer dans un lieu utopique ses observations sur les transformations politiques et sociales de son temps. Aussi, se trouvant sur les lieux de la prise de la Bastille en 1789, il recueille les témoignages des participants ; son texte est lu le jour même en public à l'hôtel de ville et imprimé peu après. Mais lorsqu'il publie en 1793 La Constitution de la Lune, le contraste entre ce « rêve politique et moral » et la réalité de la terreur ambiante est tel que les autorités révolutionnaires le font incarcérer. Sans doute doit-il à la protection de son frère, Louis Étienne Beffroy, procureur de Laon et député à la Convention, d'être bientôt relâché.
Au théâtre, son plus grand succès est Nicodème dans la lune, ou la Révolution pacifique, folie en prose et en 3 actes, mêlée d'ariettes et de vaudevilles, joué pour la première fois en novembre 1790. Deux villageois, Frérot et Lolotte, se lamentent de la tyrannie qui sévit sous le gouvernement lunaire, lorsque survient un voyageur aérien, Nicodème, qui vante à l'Empereur de la Lune les bienfaits de la révolution qui vient d'avoir lieu dans le lointain pays de France. La pièce est représentée sans interruption jusqu'en avril 1792, puis reprise en 1797. Une autre de ses pièces, Le Club des bonnes-gens, dont la première a lieu en 1791, connaît elle aussi un grand succès populaire. L'auteur toutefois ne se renouvelle guère et les comédies fantasques qu'il continue à produire sont torpillées par la critique et finissent par lasser le public.
Dans son Dictionnaire néologique des hommes et des choses, Beffroy de Reigny rassemble des notices biographiques sur ses contemporains et des articles sur les mots et concepts nouveaux apparus pendant la Révolution. Au bout de trois volumes, parus en 1799, la censure en interrompt la publication. Sa dernière pièce, Le Bonhomme, fait un four en décembre de la même année. L'auteur se retire et met fin à sa carrière en publiant une dernière compilation de ses poèmes et chansons en 1803.
Dom Gosse a donné l’origine du sobriquet de Beffroy de Reigny, dans ses Essais posthumes : Beffroy de Reigny ayant vécu quelque temps aux eaux de Saint-Amand, eut souvent l’occasion de voir un pauvre paysan, imbécile, nommé Jacques-Joseph Leclercq, né à Nivelle-lez-Saint-Amand, le 4 février 1720, et mort à Saint-Amand le 6 janvier 1785, fort bien portant et très gai, toujours vêtu de six ou sept habits de différentes couleurs. Une plaisanterie de quelques dames, qui comparèrent cette variété d’habits avec la féconde imagination de Reigny, l’engagea à prendre le nom du paysan qui n’était connu que sous le sobriquet du « Cousin Jacques », par la raison que son nom de baptême était Jacques, et qu’il avait dans son village beaucoup de parents qui l’appelaient leur cousin.

## Famille
Il est le fils d'Étienne Nicolas Beffroy, lieutenant de la maréchaussée à Laon (1751-1757) et de Marie Madeleine Fromage.
Il est le frère de 
- Louis Étienne Beffroy (1755 Laon - 1825 Liège) député de l'Aisne à la Convention et au Conseil des Cinq- cents
- Marie Catherine Abel Beffroy baronne de Cuzey (1751 Laon - 1818 Bourguignon-sous-Montbavin) mariée à Laon en 1772 à Simon Michel Cardinal de Cuzey, capitaine des grenadiers au régiment provincial de Soissons (1772), femme de lettres auteur de deux romans parus après son décès: Damasse ou le Bienfaiteur inconnu, 1819, 4 vol. et Melina, ou la femme sacrifiée, 1820, 3 vol.

## Jugements
1791 / La Chronique de Paris

« On a donné, lundi 21, au théâtre de la rue Feydeau, la première représentation des Deux Nicomèdes dans la planète de Jupiter, par le Cousin Jacques. Nous ne pouvons en rendre un compte détaillé, parce que c'est la plus ridicule rapsodie, la plus plate flagornerie que l'on connoisse dans les annales du théâtre, parce que dans une nuées de couplets il n'y en a pas un à citer, parce que la langue et le bon sens y sont également blessés, parce que c'est le dernier degré du genre niais ; mais nous observons qu'il n'est rien d'aussi dangereux que ces espèces d'hochepots aristo-démocratiques, qui ne sont bons qu'à tenir les esprits dans la fermentation, & où chaque instant peut devenir le signal d'une rixe sanglante. »

1886 / Lazare Hippolyte Carnot

« Beffroy de Reigny, fameux autrefois sous le nom du cousin Jacques, aujourd'hui parfaitement oublié, était un type bien original pourtant, bouffon qui riait et faisait rire le public en pleine terreur; journaliste, poète, auteur de pièces de théâtre dont il composait la musique. Il a fait courir tout Paris au Club des bonnes gens, à Nicodème dans la lune […]. Ce qui vaut mieux que tout cela, c'est que le cousin Jacques, grâce à des amis influents qu'il avait conservés, se fit, pendant la révolution, l'intermédiaire de beaucoup d'actes de clémence et de bienfaisance. Je l'ai vu peu de temps avant sa mort ; il me paraissait vieux, quoiqu'il ne le fût pas, mais j'étais si jeune ! D'ailleurs toujours le même : franchise et gaieté. »

1972 / Pierre Versins

« Son style, en harmonie avec ses manières, est étonnamment décontracté, et ses thèmes ne le sont pas moins. [...] On lui doit un très grand nombre de brochures, saynètes, poèmes, pièces de théâtre, discours, romans, nouvelles, périodiques, où la fantaisie se présente souvent sous une forme qui enchanterait les chercheurs actuels. [...] Et dans tout ceci, à profusion, une imagination conjecturale à faire rêver. »

## Publications
Théâtre
- Compliment 1781. Paris, Théâtre de l'Hôtel de Bourgogne, 16 août 1781.
- Les Ailes de l'amour, comédie en 1 acte en vers et en vaudevilles mêlée d'airs nouveaux. Paris, Théâtre Italien (salle Favart), 23 mai 1786.
- Les Clefs du jardin, ou les Pots de fleurs, divertissement en vers et en vaudevilles. Paris, Théâtre Italien (salle Favart), 24 mars 1787.
- La Fin du bail, ou le Repas des fermiers, divertissement en prose et en vaudevilles. Paris, Théâtre Italien (salle Favart), 8 mars 1788.
- Sans adieu, compliment de clôture 1789. Paris, Théâtre Italien (salle Favart), 24 mars 1789.
- La Couronne de fleurs, comédie en un acte et en vaudevilles. Paris, Théâtre Italien (salle Favart), 20 avril 1789. Texte en ligne
- La Confédération du Parnasse. Paris, Théâtre des Beaujolais, 11 juillet 1790.
- Le Retour du Champ de Mars. Paris, Théâtre des Beaujolais, 25 juillet 1790.
- Nicodème dans la lune, ou la Révolution pacifique, folie en prose et en 3 actes, mêlée d'ariettes et de vaudevilles. Paris, Théâtre-Français, 7 novembre 1790. Réédition : Nizet, Paris, 1983. Texte en ligne
- L'Histoire universelle, comédie en vers et en 2 actes, mêlée de vaudevilles et d'airs nouveaux. Paris, Théâtre de Monsieur, 16 décembre 1790.
- Le Club des bonnes-gens, ou la Réconciliation, comédie en vers et en 2 actes, mêlée de vaudevilles et d'airs nouveaux. Paris, Théâtre de Monsieur, 24 septembre 1791. Texte en ligne
- Les Deux Nicodèmes, ou les Français sur la planète de Jupiter. Paris, Théâtre Feydeau, 21 novembre 1791.
- Allons, ça va, ou le Quaker en France, tableau patriotique en vers et en 1 acte. Paris, Théâtre Feydeau, 28 octobre 1793. Texte en ligne
- Toute la Grèce, ou Ce que peut la liberté, tableau patriotique en un acte. Paris, Théâtre de la Porte-Saint-Martin, 5 janvier 1794. Texte en ligne
- Le Compère Luc ou les Dangers de l'ivrognerie. Paris, Théâtre Feydeau, 19 février 1794.
- La Petite Nannette, opéra-comique en 2 actes. Paris,  musique de Nicolas Dalayrac, Théâtre Feydeau, 7 décembre 1796.lire en ligne sur Gallica
- Turlututu, empereur de l'Isle verte, folie, bêtise, farce ou parade, comme on voudra, en prose et en 3 actes. Paris, Théâtre de la Cité, 3 juillet 1797.
- Jean-Baptiste, opéra comique en prose et en 1 acte. Paris, Théâtre Feydeau, 1er juin 1798.
- Un Rien, ou l'Habit de noces, folie épisodique en 1 acte et en prose, mêlée de vaudevilles et d'airs nouveaux. Paris, Théâtre de l'Ambigu-Comique, 7 juin 1798.
- Le Grand Genre. Paris, Théâtre de l'Ambigu-Comique, 13 janvier 1799.
- Magdelon, comédie épisodique en prose et en 1 acte, mêlée d'ariettes. Paris, Théâtre Montansier, 4 juin 1799.
- Émilie ou les Caprices, comédie en vers et en 3 actes. Paris, Théâtre des Jeunes-Artistes, 9 juillet 1799.
- Les Deux Charbonniers, ou les Contrastes, comédie en prose et en 2 actes mêlée d'ariettes. Paris, Théâtre Montansier, 24 août 1799.
- Le Bonhomme, ou Poulot et Fanchon. Paris, Théâtre Montansier, 11 décembre 1799.

Poésie
- Les Petites Poésies d'Antoine Jacques, citoyen de la place Maubert (1782)
- Turlututu, ou la Science du bonheur, poème héroï-comique en vers et en huit chants, par le Cousin Jacques (1783)
- Hurluberlu, ou le Célibataire, poème demi-burlesque avec des airs nouveaux, en vers et en trois chants, par le Cousin Jacques, avec des notes de M. de Kerkorkurkayladeck (1783)
- Marlborough, poëme comique en prose rimée, par le Cousin-Jacques, avec des notes de M. de Kerkorkurkayladeck, gentilhomme bas-breton (1783)
- Les Petites-Maisons du Parnasse, ouvrage comico-littéraire d'un genre nouveau, en vers et en prose, par le Cousin Jacques, traduit de l'arabe, etc., et donné au public par un drôle de corps, avec des notes de Messire Ives de Kerkorkurkaïladek-Kakabek, seigneur de Konkalek, Kikokikar, et autres lieux (1783-84)
- Nouveau Te Deum en vers saphiques, avec des notes sur le Pape, sur le légal, sur le nouvel archevêque de Paris, sur les philosophes (1802)
- Les Soirées chantantes, ou le Chansonnier bourgeois, formé du choix de tous les vaudevilles, couplets, romances, rondes, scènes chantantes du Cousin-Jacques, recueil revu, épuré par l'auteur, avec les airs nouveaux notés (1803)

Journalisme et divers
- Le Cousin Jacques hors du Sallon, folie sans conséquence, à l'occasion des tableaux exposés au Louvre en 1787 (1787)
- Histoire de France pendant trois mois, ou Relation exacte, impartiale et suivie des événemens qui ont eu lieu à Paris, à Versailles et dans les provinces, depuis le 15 mai jusqu'au 15 août 1789, avec des anecdotes qui n'ont point encore été publiées et des réflexions sur l'état actuel de la France, et suivie d'une épître en vers à Louis XVI (1789)
- Précis exact de la prise de la Bastille rédigé sous les yeux des principaux acteurs qui ont joué un rôle dans cette expédition et lu le même jour à l'Hôtel-de-Ville (1789)
- Supplément nécessaire au Précis exact de la prise de la Bastille, avec des anecdotes curieuses sur le même sujet (1789). Texte en ligne
- Les Repentirs de l'année 1788, suivis de douze petites lettres, écrites a qui voudra les lire (1789)
- Le Lendemain, ou l'Esprit des feuilles de la veille (10 octobre 1790 - 19 juin 1791).
- Les Lunes du Cousin Jacques (1785-1787). Texte en ligne
- Courrier des planètes, ou Correspondance du Cousin Jacques avec le firmament, folie périodique dédiée à la Lune (1788-1790)
- Les Nouvelles Lunes du Cousin Jacques (1791)
- Almanach général de tous les spectacles de Paris et des provinces pour l'année 1791 [et 1792] par une société de gens de lettres et d'artistes (2 volumes, en collaboration, 1792-93)
- Ah ! sauvons la France, puisqu'on le peut encore, ou Plan de finances, simple, facile, prompt et moral dans son exécution, soumis à l'opinion publique par un citoyen de Paris, qui veut garder l'anonyme (1793). Texte en ligne
- La Constitution de la Lune, rêve politique et moral, par le Cousin-Jacques (1793). Texte en ligne
- Testament d'un électeur de Paris (1795)
- Dictionnaire néologique des hommes et des choses, ou Notice alphabétique des personnes des deux sexes, des événemens, des découvertes et des mots qui ont paru le plus remarquables à l'auteur, dans tout le cours de la Révolution française, par le Cousin-Jacques (3 volumes, 1799)